# Aglianico
L'aglianico és un tipus de raïm de vi negre conreat al sud d'Itàlia, sobretot a Basilicata i Campània. El cep s'originà a Grècia i el portaren al sud d'Itàlia els colons grecs. El nom pot ser una derivació d' hellenica vitis, que en llatí significa «cep grec». Una altra etimologia apunta a una derivació d'Apulianicum, el nom llatí per a tot el sud d'Itàlia en l'època de l'antiga Roma.
L'enòleg Denis Dubourdieu digué: «l'aglianico és, probablement, el raïm que més s'ha consumit al llarg de tota la història».

## Història

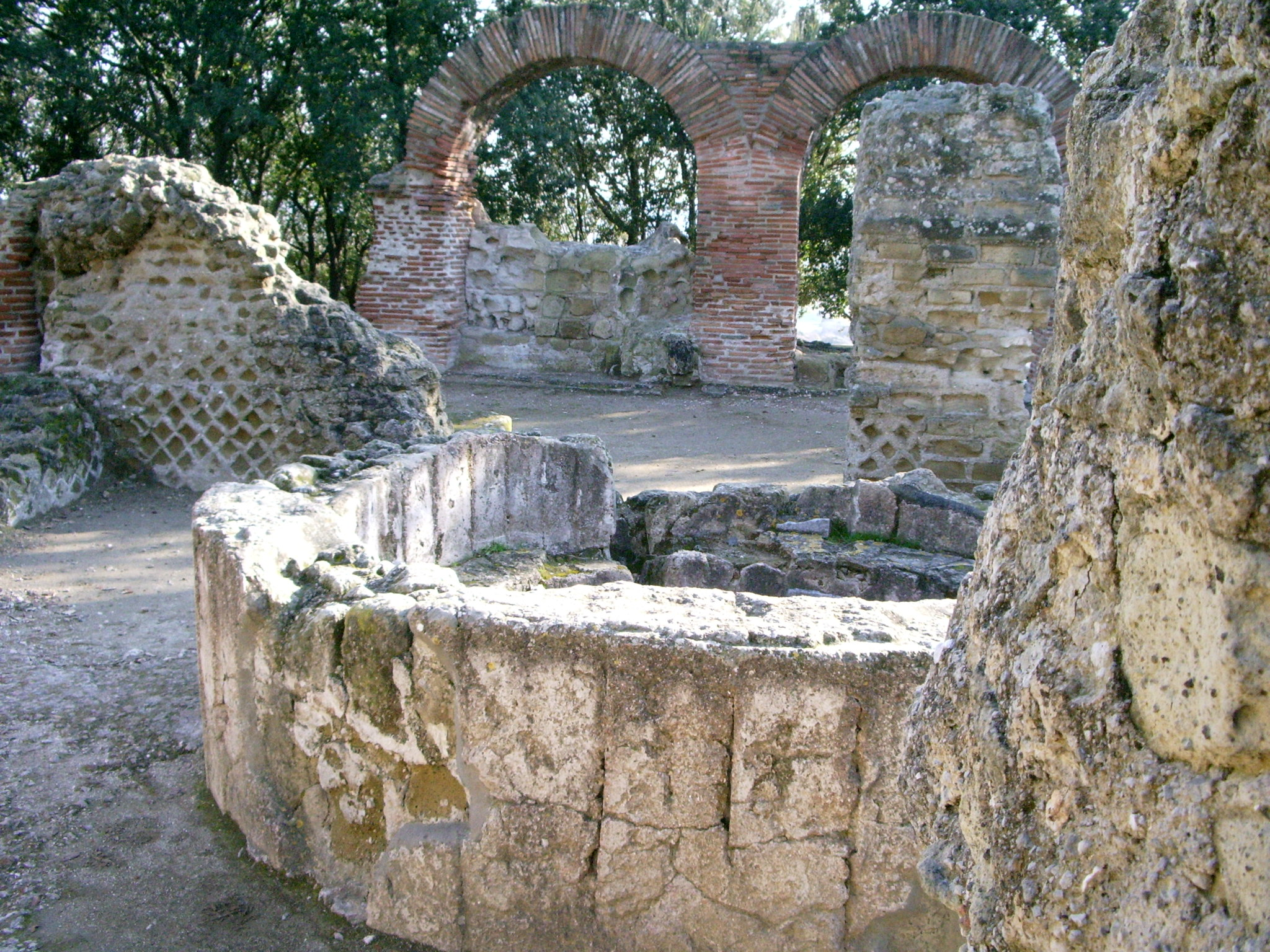
Runes de l'assentament grec de Cumes

Es creu que fou el primer cep conreat a Grècia pels fenicis i que prové d'un cep ancestral que els ampleògrafs encara no han identificat. Fou dut pels colons de Grècia a Cumes, prop de l'actual Pozzuoli, i des d'allà s'estengué a diversos punts de les regions de Campània i Basilicata. Tot i que encara es conrea a Itàlia, les plantacions originals gregues semblen haver desaparegut. A l'antiga Roma el raïm fou un component principal del vi de la primera crescuda, el falern. Plini el Vell el menciona, juntament amb un raïm blanc conegut com a greco, com un raïm emprat per fabricar alguns dels vins més prestigiosos de l'època romana.
S'han trobat restes d'aquest cep a Molise, Pulla i a l'illa de Procida, prop de Nàpols, tot i que ja no es conrea àmpliament en aquests llocs. El raïm s'anomenava ellenico (en italià, grec) fins al segle xv, quan adquirí el seu nom actual d'aglianico.